# ATP Cup
De ATP Cup is een tennistoernooi voor landenteams, dat in januari 2020 voor het eerst plaatsvindt. Het evenement wordt in Australië gehouden, duurt tien dagen (in 2020: van 3 tot en met 12 januari) en wordt alleen voor heren georganiseerd. Er wordt buiten en op hardcourt gespeeld. Teams van 24 landen spelen verdeeld over drie poules eerst in Brisbane, Perth en Sydney, voordat de acht beste landen (de 6 groepswinnaars en de 2 beste tweedes) in Sydney het beslissende toernooi van drie ronden spelen. Het idee voor het toernooi bestond al enige tijd.
Een landenteam bestaat uit ten minste drie en ten hoogste vijf spelers. Een wedstrijd tussen twee landen bestaat uit twee enkelspelen en een dubbelspelpartij. De wedstrijden gaan om twee gewonnen sets. De organisatie van het toernooi lijkt dus op die van de Davis Cup. De landen worden op basis van de plaats van hun beste speler in de ATP World Tour ingedeeld.
Het toernooi wordt door de ATP, de Association of Tennis Professionals, georganiseerd.
Er werd eerder tussen 1978 en 2012 een soortgelijk toernooi gespeeld: de World Team Cup in Düsseldorf.
Vanaf 2023 wordt de ATP Cup vervangen door een gecombineerd mannen en vrouwen landentoernooi de United Cup.
| Jaar    | Winnaar | Verliezer | Score   |         |
| ATP Cup | ATP Cup | ATP Cup   | ATP Cup | ATP Cup |
| ------- | ------- | --------- | ------- | ------- |
| 2020    | Servië  | Spanje    | 2-1     |         |
| 2021    | Rusland | Italië    | 2-0     |         |
| 2022    | Canada  | Spanje    | 2-0     |         |

## Websites
- (en)  Officiële website
- (en)  YouTube. ATP Cup

2020 · 2021 · 2022
ITF-toernooien (mannen en vrouwen)

ATP-toernooien (mannen) – ATP-seizoen 2025

WTA-toernooien (vrouwen) – WTA-seizoen 2025

Voormalige toernooien mannen
Voormalige toernooien vrouwen
Voormalige amateurtoernooien